# Filialkirche Passriach

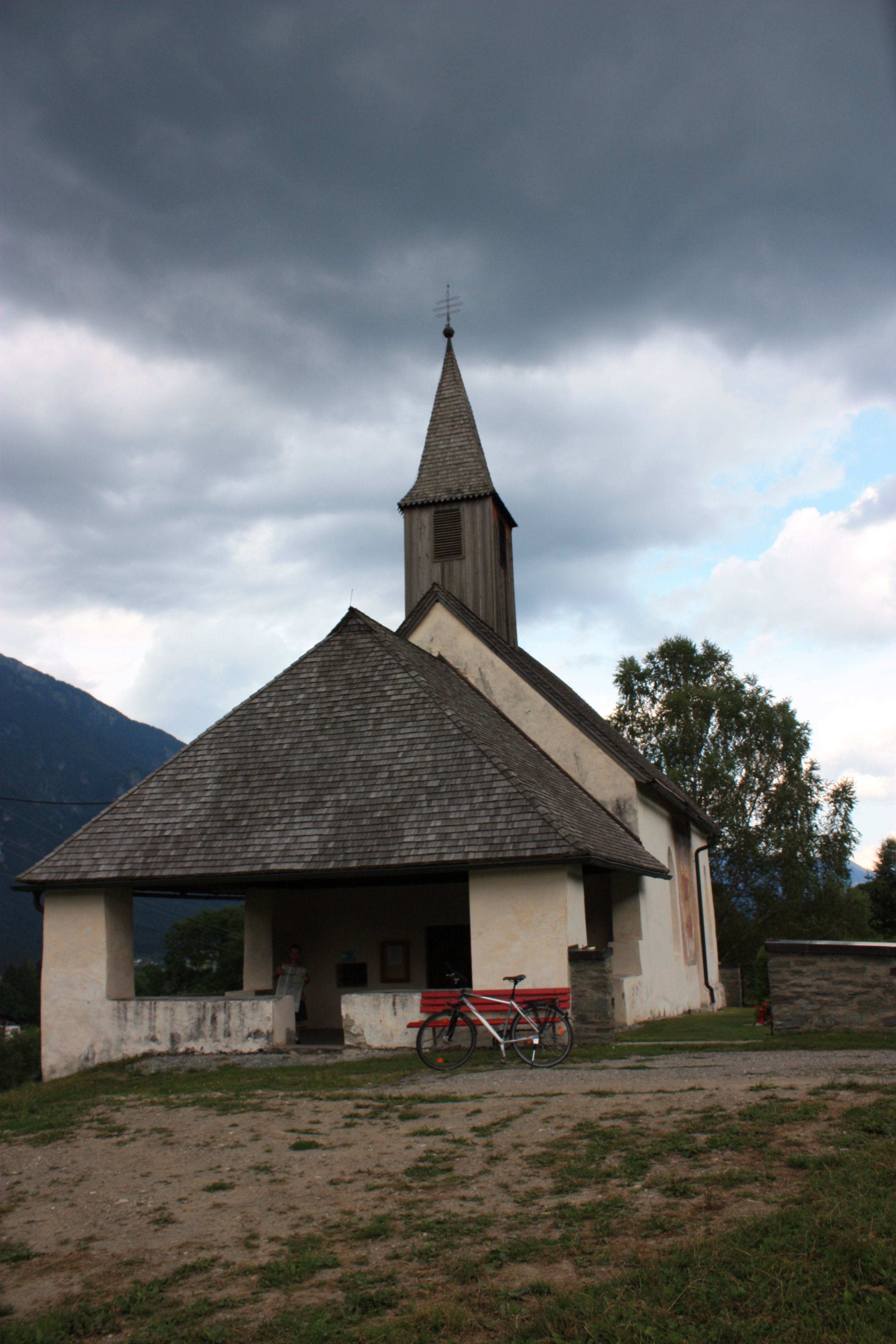
Filialkirche Passriach

Die Filialkirche Passriach steht auf einem Hügel westlich von Passriach/Pazrije in der Gemeinde Hermagor. Die dem heiligen Valentin geweihte Kirche gehört zur Pfarre Mellweg. Sie steht unter Denkmalschutz (Listeneintrag).

## Baubeschreibung
Die spätgotische Kirche besteht aus einem dreijochigen Langhaus und einem einjochigen Chor mit Dreiachtelschluss. Der hölzerne Dachreiter wird von einem spitzen Pyramidenhelm bekrönt. Das barocke Christophorusfresko an der Südwand entstand 1716. In der großen, offenen, schiffbreiten Pfeilervorhalle steht ein steinerner Opfertisch. Das Westportal mit geradem Sturz besitzt eine volkstümlich geschnitzte Holztüre von 1668.
Im Langhaus und im Chor ruht ein Netzrippengewölbe auf Konsolen. Der breite und niedrige Triumphbogen ist als Rundbogen ausgeführt. Die hölzerne Westempore stammt aus dem Barock.

## Einrichtung

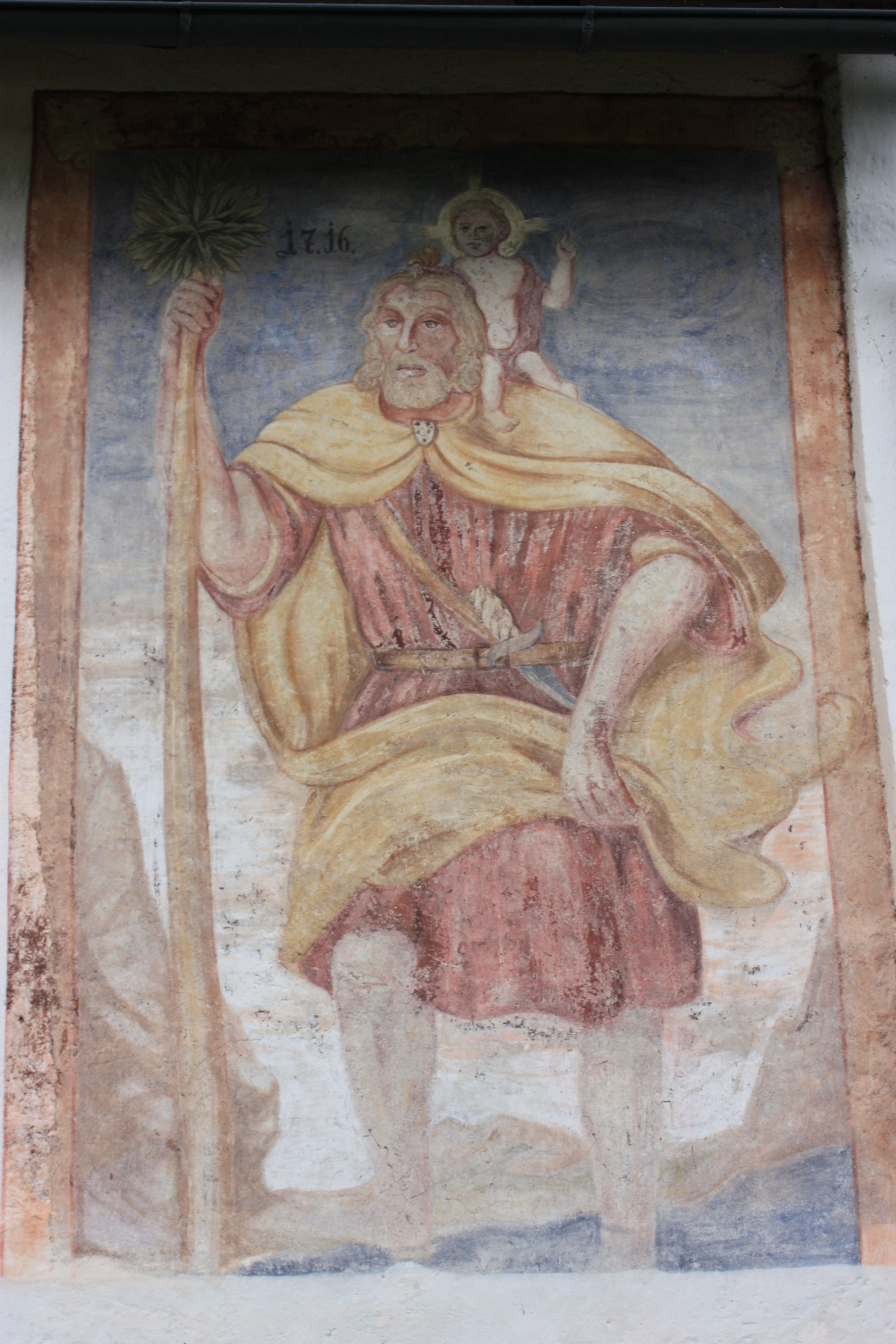
Hl. Christophorus

Die Altäre entstanden um 1670/1680. Der Hochaltar besteht aus einer zweigeschoßigen Säulenädikula über kleinem Sockel, einer Ädikula mit zwei Nischen als Aufsatz und einem Cherubkopf und Voluten als Bekrönung. Sockel, Giebel und die seitlichen Ohren sind mit Knorpelwerk verziert. Die Mittelfigur des heiligen Valentin von 1782 wird von einem heiligen Bischof und dem heiligen Antonius Eremita flankiert. In der Doppelaufsatznische stehen die Statuen des Evangelisten Johannes und des heiligen Stephanus.
Der linke Seitenaltar setzt sich aus einer Ädikula über kleinem Sockel, einem gesprengten Volutengiebel mit kleiner Ädikula als Aufsatz und einem Cherubskopf und Voluten als Bekrönung zusammen. Die gedrehten Säulenschäfte sind mit Weinranken und Fruchtgehängen, der Sockel, das Gebälk und die seitlichen Ohren mit Knorpelwerk verziert. Das Mittelbild zeigt einen heiligen Bischof, das Aufsatzbild den auferstandenen Christus.
Der rechte Seitenaltar gleicht in Aufbau und Dekor dem linken. Das Altarblatt zeigt die Erscheinung der Muttergottes vor dem heiligen Antonius von Padua, das Oberbild eine weibliche Heilige.